# Ulaanbaatar City FC
Ulaanbaatar City FC é um clube profissional de futebol com sede em Ulaanbaatar, Mongólia. Atualmente disputa o primeiro nível do futebol local, a Premier League da Mongólia.

## História
O clube foi fundado em 19 de março de 2016, com o dono do clube, o IT Group, comprando uma licença do Khangarid FC para a disputa do Campeonato Mongol de Futebol. O IT Group chegou a pagar 15 milhões de tugrik na compra.
Em 2019, o Ulaanbaatar City venceu pela primeira vez a Premier League, e consequentemente, ganhou uma vaga para a Copa da AFC de 2020, encerrando uma hegemonia de 4 anos do Erchim. Porém, devido à pandemia de COVID-19 na Ásia, o torneio foi cancelado.

## Estádio
Na temporada de 2019, o clube usou MFF Football Centre como sede para seus jogos em casa. Após reformas inciadas em 2017, a Arena G-Mobile foi concluída em 2019 e o Ulaanbaatar City se tornou o terceiro clube da primeira divisão nacional a ter o seu próprio estádio.

## Títulos
- Premier League (1): 2019
- Copa da Mongólia (1): 2017
- Supercopa da Mongólia (1): 2018